# 淡路市立中浜稔猫美術館
淡路市立中浜稔猫美術館（あわじしりつなかはまみのるねこびじゅつかん）は、兵庫県淡路市浦にある美術館。

## 歴史
2000年（平成12年）3月15日、兵庫県津名郡東浦町に東浦バスターミナルや淡路市立陶芸館とともに東浦町立中浜稔猫美術館が開館した。2005年（平成17年）4月1日、淡路市の発足とともに淡路市立中浜稔猫美術館に改称した。

## 展示
兵庫県津名郡東浦町（現・淡路市）出身の画家である中浜稔が描いた猫の墨絵作品を展示している。
1階には町内にいる猫たちの顔をずらりと描いた「町内の群像」という横幅20メートルの作品や、中浜稔が飼っていた猫たちの絵画、絵皿、掛け軸などが展示されている。2階には猫に関する書籍や雑誌、思い出ノートなどが置いてあるライブラリーコーナー、VTR室がある。
淳仁天皇が飼っていたオスのトラ猫であるこま、こまのパートナーだったチヨがまつられたこまチヨ神社が敷地内に鎮座している。

## 利用情報
- 開館時間
  - 10時 - 18時
- 休館日
  - 毎週月曜日（月曜日が祝日の場合、翌日）・年末年始
- 観覧料金
  - 大人：620円
  - 生徒（高校生・中学生）：310円
  - 児童（小学生）：210円

## アクセス
- 神戸淡路鳴門自動車道 東浦ICから東へ約5分
- 明石港（ジェノバライン） - 岩屋ポートターミナル（あわ神あわ姫バス） - 東浦BTバス停下車、徒歩約1分
- 高速舞子（本四海峡バス） - 東浦BTバス停下車、徒歩約1分